# 榮興客家採茶劇團
榮興客家採茶劇團（英文：Rom Shing Hakka Opera Troupe），為創立於臺灣的客家戲劇團，創立人為臺灣人間國寶鄭榮興。2008年苗栗縣政府登錄「榮興客家採茶劇團」為苗栗縣無形文化資產─傳統表演藝術「客家採茶戲」之保存團體。

## 簡介
1987年鄭榮興應「中華民俗藝術基金會」邀請，參與臺北市政府主辦之「客家藝術節」活動，回鄉重組祖母鄭美妹過去的「慶美園」採茶戲班，正式登台演出，卻在陰錯陽差之下被介紹為「鄭榮興劇團」，1988年遂於苗栗縣正式立案登記為「榮興客家採茶劇團」。1998年，現任團長鄭月景接手管理劇團，鄭榮興為藝術總監。
1992年「榮興客家採茶劇團」獲教育部頒發「民族藝術薪傳獎」，鄭榮興於苗栗縣創設「客家戲曲學苑」，作為「榮興」的主要基地（進駐單位另有「財團法人慶美園文教基金會」、「苗栗陳家班北管八音團」），開始進行客家戲培訓、保存工作。1997年起，文建會委託鄭榮興主持，辦理「客家戲曲人才培訓計畫」，系統性地投入新生代演員及後場樂師培訓工作，該計畫至2002年結束，多位中生代客家戲表演者出自此培訓計畫，如江彥瑮、陳芝后、李文勳、陳思朋等人；後場樂師如吳岳庭、蔡晏榕等人，部分演員及樂師後來進入國立臺灣戲曲學院擔任客家戲科的教師。如今，「榮興」團員已有多位經科班訓練的青年演員加入，劇團成員橫跨老中青少四代。
「榮興」的演出場域包含劇場演出、文化場公演、外台酬神民戲及客家電視「客家戲曲」節目錄製等，演出作品包含老藝人對傳統劇目的重新整編或全新編創，亦有移植自中國其他劇種之劇目，或是與文學作家合作，以客家文化題材改編入戲。在音樂方面，由於主要創作者鄭榮興出身客家戲曲、音樂世家，曾學習客家戲、歌仔戲及亂彈戲、京劇等音樂，作品在客家戲曲山歌、採茶、「九腔十八調」的基礎上，亦融合「亂彈、四平、外江」等音樂元素。